# Едигаров, Асадулла-бек
Асадулла-бек Мустафа-бек-оглы Едигаров (Иедигаров; азерб. Əsədulla bəy Yadigarov; 20 декабря 1844, Текали, Тифлисский уезд, Грузино-Имеретинская губерния, Российская империя — 29 июня 1903, Тифлис, Тифлисская губерния, Российская империя) — русский военачальник азербайджанского происхождения, участник Русско-турецкой войны 1877—1878 годов, помощник начальника Карсской области (1877—78), командир Навагинского 78-го пехотного полка (1889—95), генерал-майор (1895).

## Биография
Родился 20 декабря 1844 года в селе Текали Тифлисского уезда (историческая область Борчалы). Происходил из азербайджанской дворянской семьи Едигаровых, давшей России нескольких военачальников. Сын штабс-ротмистра гвардии. Магометанского вероисповедания, шиитского толка.
В возрасте 16 лет был отвезён своим родственником Мирзой Джафаром Топчибашевым в Санкт-Петербург, где поступил в Павловский кадетский корпус. За успехи в науках «наименован отличнейшим». 
После окончания кадетского корпуса 12 июня 1863 года был зачислен корнетом по кавалерии с прикомандированием к 13-му Владимирскому уланскому полку. Прибыл к месту службы 15 июля 1863 года. 30 мая 1864 года высочайшим приказом был переведён в этот полк. 9 февраля  1865 года произведён в поручики. 
31 января 1866 года с разрешения Главнокомандующего Кавказской армией прикомандирован к 1-му Кавказскому сапёрному батальону впредь до перевода в этот батальон.
12 марта того же года произведён на вакансию в штабс-ротмистры. 13 сентября 1866 года высочайшим приказом переведён в батальон поручиком. 3 сентября 1867 года командирован в техническое гальваническое заведение. 24 сентября 1868 года откомандирован обратно в батальон. 7 октября того же года назначен командующим 3-й ротой и заведующим гальванической командой батальона. За отличие по службе 23 октября 1868 года был награждён орденом Святого Станислава 3 степени.
28 сентября 1869 года сдал 3-ю роту и гальваническую команду. 16 октября того же года командирован с командой сапёр в Красноводский отряд. 
6 декабря 1870 года высочайшим приказом за отличие по службе произведён в штабс-капитаны. 22 февраля 1871 года вернулся из командировки и был назначен командующим 4-й ротой, а 14 апреля утверждён в должности командира. 
22 августа 1872 года был командирован в штаб Кавказского военного округа для отправления в особо высочайше утверждённую командировку в должность консульского агента в Карс. Высочайшим приказом «уволен от службы для определения к гражданским делам с переименованием в титулярные советники с сохранением всех прав и преимуществ военного звания». 
4 апреля 1875 года высочайшим приказом за отличие по службе произведён в коллежские асессоры. 
С началом 
Русско-турецкой войны 1877—78 годов возвратился из командировки и с 14 апреля 1877 года состоял при действующем корпусе. 23 мая 1877 года высочайшим приказом произведён в надворные советники c переименованием в подполковники с зачислением по сапёрным батальонам и с прикомандированием к штабу Кавказского военного округа. 16 июня того же года назначен помощником штаб-офицера. 
С 4 сентября по 1 ноября 1877 года командующий Шурагельским конно-иррегулярным полком четырëхсотенного состава, который был сформирован в том же году из жителей Грузии различных национальностей и после войны распущен. 
С 1 ноября 1877 года по 15 августа 1878 года служил помощником начальника Карсской области, на территории которой в то время шли боевые действия между Россией и Турцией. Был награждён орденом Святой Анны 3 степени с мечами и бантом и орденом Святого Владимира 4 степени с мечами и бантом.
После окончания войны, продолжил службу на различных должностях. C 30 мая 1881 года командир Кавказского военно-телеграфного парка. 13 апреля 1883 года назначен командиром 3-го Кавказского сапёрного батальона. 15 мая 1883 года «за отлично усердную службу» был произведён в полковники. 
16 октября 1889 года высочайшим приказом полковник Асадулла-бек Едигаров был назначен командиром Навагинского 78-го пехотного полка 20-й пехотной дивизии, одной из самых прославленных пехотных частей на Кавказе. Прибыл и вступил в командование полком 16 января 1890 года. Прослужил на этой должности шесть лет. В течение 1892 и 1893 гг. неоднократно, временно командовал 1-й бригадой 20-й пехотной дивизии.
12 октября 1895 года высочайшим приказом «за отличие по службе» произведён был в генерал-майоры с назначением состоять при войсках Кавказского военного округа с зачислением по армейской пехоте. Прибыл к месту службы 10 июня 1896 года.
6 декабря 1898 года пожалован орденом Святого Станислава 1-й степени. 26 сентября того же года приказом по Кавказскому военному округу назначен председателем Эриванской войсковой строительной комиссии. 
С 1 марта 1903 года по армейской пехоте состоял в числе «6 генералов положенных по штату при войсках Кавказского военного округа».
В 1903 году скончался в Тифлисе, где и был похоронен с воинскими почестями.

## Награды
Российские
- Орден Святого Станислава 3 степени (1868)
- Орден Святой Анны 3 степени с мечами и бантом (1877)
- Орден Святого Владимира 4 степени с мечами и бантом (1879)
- Орден Святого Станислава 2 степени (1883)
- Высочайшее благоволение (1884)
- Орден Святой Анны 2 степени (1889)
- Орден Святого Владимира 3 степени (1893)
- Орден Святого Станислава 1 степени (1898)

Иностранные
- Орден Льва и Солнца 2 степени (Персия; 1889) — награждён лично шахом Ирана Насреддином Каджаром, который во время своей поездки в Европу посетил Кавказ.
- Орден Данеброг, кавалерский крест (Дания, 1897)
- Орден Золотой Звезды 1 степени (также известный, как Орден Благородной Бухары, Бухарский эмират, 1898)